# Христо Старачки
Вижте пояснителната страница за други личности с името Христо Стефанов.
Христо Стефанов – Старачки (на сръбски: Риста Стефановић – Старачки или Rista Stevanović - Starački) е сърбомански революционер, деец на сръбската въоръжена пропаганда в Македония от началото на XX век.

## Биография
Христо Стефанов е роден в село Старац, тогава в Османската империя. По професия е учител.
След като Василие Търбич създава сръбски комитет в Ябланица, отива в Старац и прави Христо Стефанов председател на местния революционен комитет от 30 души. В края на 1903 година става куриер на Търбич.
Към 1905 година е самостоятелен войвода и действа в района на планината Козяк, като е подчинен на шефа на горския щаб за Източното Повардарие на сръбския комитет Илия Йованович.
По-късно Старачки е изключен от организацията и става нощен стражар в Белград. Многократните му молби до Централния комитет да му се даде отново чета са отхвърлени. Напуска нощната стража и пътува до Ристовац, Пирот и Крагуевац. В 1908 година Старачки е секретар на Петнадесетия конгрес на сръбските земеделски задруги в Лесковац. В 1924 година Старачки, Янко Пешич и Данил Димитриевич отварят фабрика за обувки във Враня.